# Astroscopus zephyreus
Astroscopus zephyreus és una espècie de peix pertanyent a la família dels uranoscòpids.

## Descripció
- Pot arribar a fer 37,5 cm de llargària màxima.[5][6]

## Hàbitat
És un peix marí, demersal i de clima tropical.

## Distribució geogràfica
Es troba al Pacífic oriental: des de Califòrnia (els Estats Units) fins a la badia de Sechura (el Perú).

## Observacions
És verinós.